# موقع جرش الأثري
موقع جرش الأثري، موقع في محافظة خميس مشيط، على بعد 15 كم جنوب من وسط مدينة خميس مشيط  التابعة لمنطقة عسير جنوب غرب السعودية. يحتوي الموقع على بقايا مبان ضخمة بعضها من الحجارة وأخرى من الطين، كما يضم آثارا يعود تاريخها إلى فترة ما قبل الإسلام والفترات الإسلامية المتعاقبة وصولاً إلى القرن الحادي عشر الميلادي. وجدت أقدم الآثار في شمال ووسط الموقع حيث ظهرت دلائل على استيطان الموقع خلال الفترة العباسية، أما في جنوب الموقع فهناك دلائل على الاستيطان خلال الفترة الإسلامية الوسيطة والمتأخرة. تقع جرش على طريق الحج القادم من اليمن، وقد اشتهرت بصناعاتها الجلدية والحربية ومن ضمنها المنجنيق والعرادات وما كان يعرف باسم الدبابات، كما كانت جرش معروفة في فترة البعثة النبوية كونها مركزاً تجارياً مهماً، وقد فتحت من قبل الصحابي صرد بن عبدالله الحجري الازدي في عهد النبي محمد.

## جرش في التاريخ
وقعت بالقرب منها معركة جبل شكر بين المسلمين والمشركين في السنة العاشرة من الهجرة، وكان قائد المسلمين الصحابي صرد بن عبد الله الحجري، الذي انتصر في هذه المعركة. وعندما وفد أهالي جرش على النبي محمد في المدينة المنورة فأخبرهم عن المعركة، ولما عادوا إلى بلادهم وجدوا بأن المعركة حصلت كما ذكر الرسول، وفي معركة جرش يقول الشاعر صرد بن عبد الله أبياته:
ذكر الكاهن سطيح منطقة جرش عندما فسر رؤيا ملك اليمن ربيعة بن نصر.
قال محمد بن إسحاق: وكان ربيعة بن نصر ملك اليمن بين أضعاف ملوك التبابعة، فرأى رؤيا هائلة هالته، وفظع بها، فلم يدع كاهنا ولا ساحرا ولا عائفا ولا منجما من أهل مملكته، إلا جمعه إليه، فقال لهم: إني قد رأيت رؤيا هالتني، وفظعت بها، فأخبروني بها وبتأويلها، فقالوا: اقصصها علينا نخبرك بتأويلها.
فقال: إني إن أخبرتكم بها لم أطمئن إلى خبركم بتأويلها، لأنه لا يعرف تأويلها إلا من عرفها قبل أن أخبره بها. فقال له رجل منهم: فإن كان الملك يريد هذا، فليبعث إلى شق وسطيح، فإنه ليس أحد أعلم منهما، فهما يخبرانه بما سأل عنه. فبعث إليهما فقدم إليه سطيح قبل شق، فقال له: إني قد رأيت رؤيا هالتني، وفظعت بها، فأخبرني بها، فإنك إن أصبتها أصبت تأويلها. فقال: أفعل.
رأيت حُمَمَة خرجت من ظلمة، فوقعت بأرض تهمة، فأكلت منها كل ذات جمجمة.
فقال له الملك: ما أخطأت منها شيئا يا سطيح، فما عندك في تأويلها؟
قال: أحلف بما بين الحرتين من حنش، لتهبطن أرضكم الحبش، فليملكن ما بين أبين إلى جرش.
فقال له الملك: يا سطيح إن هذا لنا لغائط موجع، فمتى هو كائن: أفي زماني أم بعده؟
فقال: لا وأبيك، بل بعده بحين، أكثر من ستين أو سبعين يمضين من السنين.
قال: أفيدوم ذلك من سلطانهم أم ينقطع؟
قال: بل ينقطع لبضع وسبعين من السنين، ثم يقتلون ويخرجون منها هاربين.
قال: ومن بلى ذلك من قتلهم وإخراجهم؟
قال: يليهم أرم بن ذي يزن يخرج عليهم من عدن، فلا يترك منهم أحدا باليمن.
قال: أفيدوم ذلك من سلطانه أم ينقطع؟
قال: بل ينقطع.
قال: ومن يقطعه؟
قال: نبي زكي، يأتيه الوحي من قِبَلِ العلي.
قال: وممن هذا النبي؟
قال: رجل من ولد غالب بن فهر بن مالك بن النضر، يكون الملك في قومه إلى آخر الدهر.
قال: وهل للدهر من آخر؟
قال: نعم، يوم يجمع فيه الأولون والآخرون، يسعد فيه المحسنون، ويشقى فيه المسيئون.
قال: أحق ما تخبرني.
قال: نعم، والشفق والغسق والفلق إذا اتسق، إن ما أنبأتك به لحق.

## التسمية
جرش عند اللغويين:
- قال الزبيدي في تاج العروس:«جرش الشيء قشره فهو مجروش، وجرش الجلد دلكه ليلامس، قال رؤبة: *لا يتقى بالدرق المجروش* أي المدلوك ليلامس ويلين، وجرش الشيء لم ينعم دقه فهو جريش».
- قال ابن فارس في معجم مقاييس اللغة:«جرش: الجيم والراء والشين أصلٌ واحد وهو جَرْش الشيء: أن يُدَقّ ولا يُنْعَمدَقّه. يقال جَرَشْته، وهو جرِيش. والجُراشة: ما سَقَط من الشيء المجروش».
- قال الزمخشري في أساس البلاغة: «جرش الملح والحبّ جَرْشاً: لم يُنْعِم طحنَه ودقّه، وملحٌ جريشٌ. وجرش الرأس بالمُشْطِ: حكّه حتى يهيج هِبْريَتَه، ويُقَال للمُشَاطة: الجُرَاشة، وكذلك ما يَتَحاتّ من الخشب».[8]

تعددت أسباب تسمية جرش بهذا الاسم، فقيل أن أسعد أبا كرب خرج غازياً من اليمن غزوته الأولى وعندما وصل إلى موقع جرش بأرض السراة رأى موضعاً به عدد قليل من السكان وكثير الخيرات، فترك به بعضاً من أتباعه، فقالوا بما نعيش. فقال: «اجترشوا من هذه الأرض وأثيروها واعمروها»، فسميت جرش، وقد أورد ياقوت الحموي هذه القصة إلا أنه لم يتفق قوله مع هذه الرواية، وإنما يرى بأن بعض من قومه تحيروا وضعفوا عن اللحاق بالجيش، فقال لهم «اجرشوا هاهنا»، أي البثوا، فسميت جرش بذلك. ويذكر البكري أنها سميت بجرش بن أسلم كونه أول من سكنها، ويتفق ياقوت الحموي مع البكري نقلاً عن أبي المنذر هشام، فيذكر أن جرش بن أسلم هو منبه بن أسلم بن زيد بن الغوث بن سعد بن عوف بن عدي بن مالك بن زيد بن سهل بن عمرو بن قيس بن معاوية بن جشم بن عبد شمس بن وآل بن الغوث بن أيمن بن الهميسع بن حمير بن سبأ، وهو أول من سكن جرش فسميت باسمه، وهناك بعض من علماء النسب من يضع هذا القول كابن حزم الأندلسي والوزير المغربي اللذين يؤكدان بأن جرش أحد أبناء أسلم بن زيد الحميري، ويذكر ياقوت الحموي رأياً آخر نقلاً عن أبي المنذر هشام بن الكلبي قوله: «جرش قبائل من أفناء الناس تجرشوا وكان الذي جرشهم رجل من حمير يقال له زيد بن أسلم خرج بثور له عليه حمل شعير في يوم شديد الحر فشرد الثور فطلبه فاشتد تعبه فحلف لئن ظفر ليذبحنه ثم يجرش الشعير وليدعون على لحمه فأدركه بذات القصص عند قلعة جرش وكل من أجابه وأكل معه يومئذ كان جرشياً»، ولم يذهب ياقوت بعيداً عن الرأي الذي قاله البكري نقلاً عن كتب النسب المبكرة ولكن لم يرد في الرواية ذكر جرش وإنما ورد باسم زيد بن أسلم بينما ورد في الراوية السابقة باسم منبه بن أسلم، ومن المحتمل أن زيداً وأسلم هما اسم لشخص واحد، ثم بعد تمكنه من القبض على ثوره ووعدهم بجرش الشعير على لحم الثور صار يطلق عليه اسم جرش، ثم نسبت البلاد التي حصل بها جرش الشعير وأكل لحم الثور إلى اسم جرش.

## مخلاف جرش
هناك العديد من المصادر الإسلامية المبكرة التي أشارت إلى موقع مخلاف جرش، إلا أنها لم تذكر حدود الإقليم، فالبعض منهم يذكر جرش عند ذكر المحطات التجارية الواقعة على الطريق الموصل ما بين صنعاء ومكة المكرمة عبر الأجزاء الشرقية من بلاد السراة، ومعظم تلك المصادر التي أشارت إلى تلك الطريق، ذكرت المحطات الواقعة إلى الشرق من جرش، فهناك ابن خرداذبة والإدريسي أشارا إلى المحطات التي تربط مكة المكرمة بصنعاء، وبعد ذكرهما لمحطة مدينة بيشة، استمرا في تعداد المحطات صوب الجنوب حتى ذكرا محطة سروم راح الواقعة إلى الشرق من جرش على بعد ثمانية أميال، أما أبو الفرج قدامة فلم يتفق معهما في المسافة بين سروم راح وجرش، وأورد اسم محطة (كتنة) الواقعة إلى الشمال من محطتي سروم راح والثجة، وأكد أن كتنة هي التي تبعد عن جرش بثمانية أميال.
أما فيما يتعلق بالدراسات الحديثة فيقول الدكتور غيثان الجريس: 
ويرجح الجريس هذا الرأي لأن مخلاف جرش بجميع مدنه وقراه في الوقت الحالي لا يشتمل فقط على خميس مشيط وما حولها فقط، بل يشمل يضم أغلب أقاليم عسير، وبخاصة الأجزاء السروية، حيث أن اسم جرش لم يكن يشمل المدينة فقط، وإنما كان يطلق على أغلب بلاد عشائر قحطان وشهران وعسير. وبهذا الامتداد، فإن القسم الشرقي من المخلاف، وربما كان يبعد قليلاً،
ومن النصوص التي تؤكد شمول التسمية على اتساع مخلاف جرش ما جاء في كتاب صفة جزيرة العرب للهمداني تحت عنوان (جرش وأحوازها) قوله: 
 قال البكري: «ولها أعمال تنسب إلى المخاليف والأعراض»، وذكر جرش على أنها من المخاليف الواقعة في تلك الأجزاء. أما اليعقوبي في كتابه (البلدان) وتحت عنوان (من مكة إلى اليمن) فقد ذكر العديد من الأعمال والمخاليف ومن ضمنها جرش، وفي فصل مستقل لابن رسته سماه (الأقاليم السبعة، وأسماء مدنها المشهورة)، ذكر في الإقليم الأول العديد من مدن جنوب شبه الجزيرة العربية وكانت جرش من ضمنها، وأشار ابن خرداذبة إلى مخاليف مكة المكرمة، فذكر جرش على أنها من المخاليف التابعة لولاية مكة، وأشار الإدريسي إلى كل من نجران وجرش فقال: «هما مدينتان متقاربتان في الكبر وبهما نخل وبهما مدابغ للجلود...». وأشار البكري، وياقوت الحموي، وابن منظور إلى جرش فقالوا: «هو موضع باليمن»، ولكن ابن منظور زاد في حديثه قائلاً: «... هو من مخاليف اليمن من جهة مكة، ويوجد في الإقليم الأول، وهو مدينة عظيمة وولاية واسعة». وتعتبر جرش قاعدة المخلاف، من أهم المراكز الحضارية الواقعة شمال نجران وجنوب مكة المكرمة.

## آثار الموقع
يضم موقع جرش الأثري، حصن جرش، ومسجد المتعاقبين، كما يحتوي الموقع على معثورات أثرية متنوعة، حيث هناك الأواني الزجاجية والمصنوعات الحجرية، ومعثورات دقيقة، وأواني فخارية من فترة ما قبل الإسلام، إضافة إلى ذلك يوجد نقش على صخرة لأسد وثور مكتوب أسفل منهما بخط المسند، وقد نفذ هذا الرسم بأسلوب الحفر البارز، ويعتقد بأنه يرمز إلى النماء والقوة التي كانت تتمتع بها مدينة جرش في ذلك الوقت. وقد وجدت نفس النفوش في منطقة حائل وعدد من مواقع الفنون الصخرية ويعتقد أنها ترمز للحرب بين المعبودات السريانية المتمثلة في «بعل» في صورة الثور والذي يرمز للحياة و«موت» في صورة الأسد والذي يرمز للدمار والخراب. كما أن البعض قد أعزى النقش إلى الوجود الواقعي لمملكتي إسرائيل الشمالية والجنوبية (يهوذا) حيث يعتقد أن جرش عرفت باسم «قادش» أو البيت المقدس بالسريانية القديمة، وقد قضي على المملكتين الشمالية والجنوبية نتيجة للحروب الفارسية الحبشية والاستيلاء الفارسي على جنوب جزيرة العرب، وقد عُثر على الأحجار والأدوات المنحوتة على صخور جبل حمومة الواقع خلفها.

## مركز الزوار
في مارس 2015 تم توقيع عقد مشروع تأهيل مركز الزوار في موقع جرش الأثري، الذي يضم صالات متعددة، إحداها لعرض المقتنيات الأثرية بالموقع، وأخرى خاصة بعرض الأفلام الوثائقية عن الموقع، بالإضافة إلى صالة انتظار للزوار، ومقهى لخدمة الزوار، وإدارة المركز.

## انظر ايضاً
- عسير

## وصلات خارجية
- العثور على نقش إسلامي جديد ولاتماثيل في جرش عسير.